# 川淵龍起

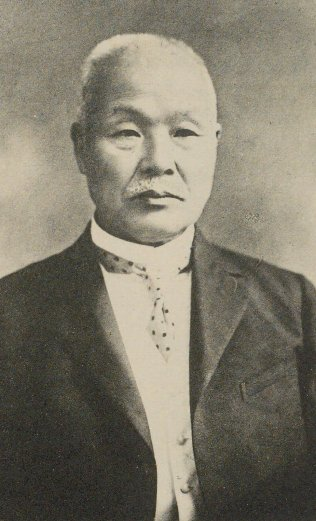
川淵龍起

川淵 龍起（かわぶち りょうき、1860年5月28日（万延元年4月8日）- 1941年（昭和16年）2月1日）は、日本の検事、広島市長。

## 経歴
土佐国吾川郡八田村（現在の高知県吾川郡いの町）出身。1883年（明治16年）、司法省法学校を卒業し、検事補に任じられた。1887年（明治20年）、判事登用試験に合格し、検事に任命された。以後、大阪地方裁判所検事長、長崎控訴院検事、佐賀地方裁判所検事正を歴任。
1897年（明治30年）からは台湾に渡り、台湾総督府法院検察官兼民政局事務官に任ぜられ、高等法院検察官や覆審法院検察官長を歴任した。
1899年（明治32年）に名古屋地方裁判所検事正に転じ、東京地方裁判所検事正、函館控訴院検事長、広島控訴院検事長、宮城控訴院検事長を歴任し、1923年（大正12年）に定年退職した。東京地方裁判所検事正のときには教科書疑獄事件を担当している。
1925年（大正14年）、広島市長に選出され、1929年（昭和4年）まで在任した。在任中は市庁舎の新築や産業博覧会の実現に尽力した。墓所は多磨霊園。

## 栄典
位階
- 1907年（明治40年）8月10日 - 従四位[4]
- 1923年（大正12年）4月30日 - 正三位[5]

勲章等
- 1903年（明治36年）12月26日 - 勲四等瑞宝章[6]。
- 1906年（明治39年）4月1日 - 勲三等瑞宝章[7]
- 1915年（大正4年）11月10日 - 大礼記念章[8]

## 親族
- 養子 川淵洽馬 - 七女歌子の夫[9]。県知事・衆議院議員・高知市長。